# Könnyűfémkohászat
A könnyűfémkohászat a „nemvasfémek” közül a 4,5 kg/dm³-nél kisebb sűrűségű fémek érceiből való előállításával (metallurgiájával) foglalkozik (a nehéz- vagy színesfémekkel a színesfémkohászat). A könnyűfémek közé tartoznak az Al, Ti, Si, az alkálifémek (Li, Na, K, Rb, Cs, Fr) és az alkáliföldfémek (Be, Mg, Ca, Sr, Ba, Ra). Gyakorlati szempontból a legfontosabbak az alumínium, a magnézium és a titán.

## Alumíniumkohászat
Az alumínium érce a bauxit. Nevét Les Baux-de-Provence francia településről kapta, mert 1821-ben itt fedezték fel. A bauxit üledékes kőzet, amely feltalálási helyétől függően változó összetételű: 35–80% Al2O3-at, legfeljebb 30% Fe2O3-at, 10% SiO2-t, valamennyi kalciumot, titánt, mangánt tartalmaz. Fő ásványai a hidrargillit (γ-Al(OH)3), a böhmit (γ-AlO(OH)), a diaszpor (α-AlO(OH)) és vastartalmú ásványok. Ez utóbbiak miatt színe leggyakrabban vörös, esetleg rózsaszínes, néha szürkés.
A bauxitból az alumíniumot kétlépcsős technológiával állítják elő. A folyamat első fázisában a sokösszetevős bauxitból iparilag tiszta alumíniumoxidot, timföldet állítanak elő. A második menetben a timföldből elektrolitikus kohósítással állítják elő a fémalumíniumot.

### Timföldgyártás

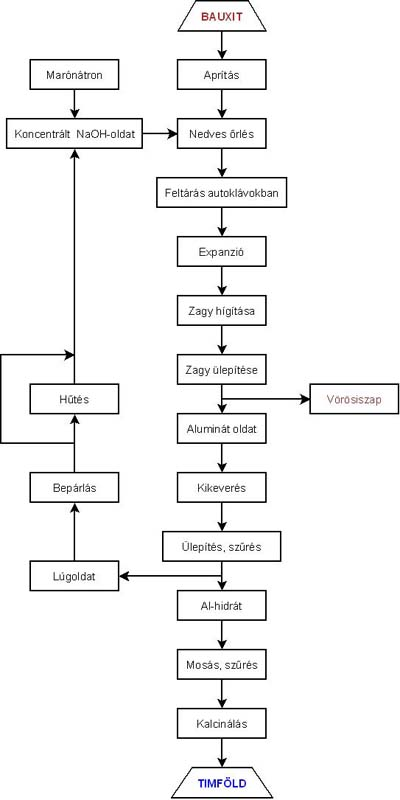
A Bayer-eljárás egyszerűsített folyamatábrája

Timföld előállítására több módszert is kidolgoztak, de nagyipari jelentősége csak a Bayer-féle eljárásnak van. Az eljárás azon alapul, hogy a bauxitban lévő Al2O3 marónátronban (NaOH) nátrium-aluminát alakjában oldódik, a bauxit egyéb összetevői viszont nem. A Bayer-eljárás fő műveletei:
- Bauxit-előkészítés: A bauxitot a lúggal való hatékony kezelés céljából megfelelő méretre kell darabolni, aprítani. Ezt már a bányánál elkezd(het)ik, de a timföldgyárban még finom őrlést is alkalmaznak. Az őrlésre pofás törőket, hengereket, kalapácsos vagy golyós malmokat használnak. Az alkalmazott szemnagyság a bauxit összetételéhez igazodik 0,07–1 mm között.
- Feltárás: A feltárást, azaz a bauxit alumíniumoxid-tartalmának feloldását, egymáshoz kapcsolt autoklávok sorában végzik. Az autoklávok légmentesen záródó, vastag falú, túlnyomással működő tartályok. Az első autoklávba nagynyomású zagyszivattyú tölti be a feltárandó zagyot, amely a bauxitot és a feltáráshoz szükséges mennyiségű lúgot tartalmazza. A betöltött zagy hőmérséklete 95 °C körül van. A zagy folyamatosan áramlik át a gőzzel fűtött többi autoklávba, miközben hőmérséklete 250 °C-ra emelkedik, és megtörténik az alumíniumoxid oldódása. Az utolsó expanziós tartálysoron átáramolva 120 °C-ra hűl, végül a hígító tartályba jut. Az alkalmazott hőmérséklet a bauxit ásványos összetételétől függ. A gibbsites bauxitok kisebb hőmérsékletet (~140 °C), a böhmites és diaszporos bauxitok 250 °C körüli hőmérsékletet igényelnek. A feltárás során oldatba megy a bauxit alumíniumtartalmának nagy része, ez az aluminátlúg. A maradék szilárd fázist – ülepítés és gyakran szűrés után – vörösiszap formájában távolítják el.
- Kikeverés: A kikeverés célja a timföldhidrát kiválasztása az aluminátlúgból, hogy ebből – kalcinálás után – megfelelő minőségű timföldet kapjanak. A kikeveréshez az oldatot álló oszlopszerű keverőtartályokba szivattyúzzák, majd kristályos alumínium-hidroxidot adnak az oldathoz, miközben erősen keverik (mechanikus vagy pneumatikus módszerrel). Az alumínium-hidroxid az oltóanyag szerepét tölti be, segít megbontani az alumíniumoldatot. A kikeverés során fontos a hőmérsékletvezetés pontos betartása. Egyrészt mennél kisebb a hőmérséklet, annál túltelítettebb lesz az oldat, így több Al2O3 válhat ki belőle. Másrészt viszont a kis hőmérsékleten az alumínium-hidroxid kristályosodási sebessége elmarad az aluminátlúg bomlási sebességétől, ami a szemcseméretre kedvezőtlen hatással van. A kikevert zagyot vízzel keverve szűrik, általában többször is.
- Kalcinálás: A timföldgyártás befejező művelete során a 34,6% kötött és mintegy 10% tapadó vizet távolítják el a timföldhidrát kiizzításával. A kalcinálást forgó csőkemencében végzik, amelynek a hossza 40–100 méter, átmérője 2,5–4,0 méter. A kemence lejtése mintegy 2%, fordulatszáma pedig 0,8–1,5 1/min. A hidrátot a kemence felső, hidegebb végén adagolják be, és a meleg alsó végén távolítják el 850–1150 °C hőmérsékleten. A kész timföldet silókban tárolják.
- Egyéb műveletek: A Bayer-eljárás során felhasznált lúgot a gazdaságosabb műveletvégzés érdekében körfolyamat-szerűen alkalmazzák. Az elhasznált és vízzel hígult lúgot tisztítják és bepárolják, így vezetik vissza a folyamat elejére.

### Fémalumínium előállítása

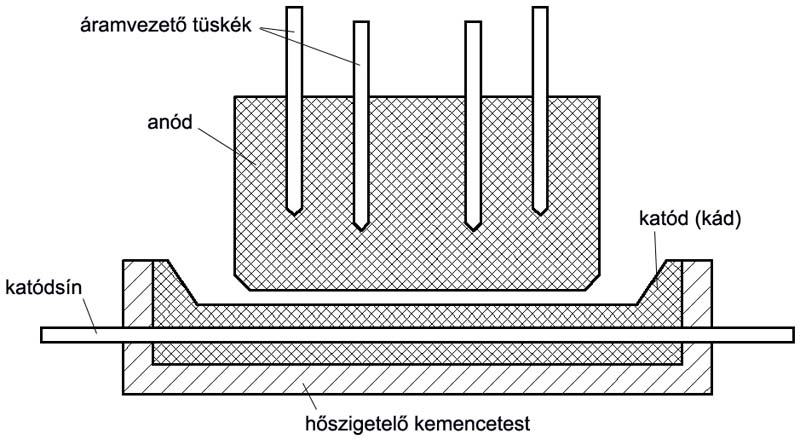
Alumínium-elektrolizáló kád függőleges tüskés önsülő (Söderberg-) anóddal

A fémalumínium előállítására szolgáló olvadékelektrolízist – egymástól függetlenül – az amerikai Charles Martin Hall és a francia Paul T. Héroult találta fel és szabadalmaztatta 1886-ban. Az elektrolízisen alapuló alumíniumgyártás lényege az, hogy a timföldet kriolittal (Na3AlF6) keverik, és ennek 950 °C hőmérsékletű olvadékát elektrolizálják. Az elektrolízist teknőszerű kiképzésű elektrolizáló kádakban végzik. A teknő anyaga szénalapú masszából készül, ez a katód. A szintén szénalapú masszából (anódmassza) készült anód felülről nyúlik be az olvadékba. A fémalumínium a katódon, azaz a kádban válik ki. A kiválás az Al3+ ionok töltésvesztésével valósul meg:
Al3+ + 3e → Al.
Az elektrolizáló kádakat 30 000–150 000 amperes árammal működtetik. Kapocsfeszültségük 4,0–4,5 V, amiből 1,7 V a bontási feszültség. A katódhoz az áramot acélsínnel, az anódhoz többnyire függőleges helyzetű acéltüskékkel vezetik (de más kiképzésű anódok is használatosak). A timföld oxigénje az anódon válik ki, és a szénnel szén-monoxidot és szén-dioxidot képez. Az anód anyaga emiatt az elektrolízis alatt folyamatosan fogy, amit felülről időről időre pótolnak koksz és szurok keverékéből álló anódmasszával, ami a hőmérséklet hatására tömör anyaggá ég össze.
A kádakban az olvadék felszínén az elektrolit szilárd, „fagyott” kérget alkot, amit a timföld és a kriolit adagolásakor, valamint csapoláskor be kell törni. A csapolás vákuumüstbe való szívással történik. Az ilyen módon gyártott alumínium tisztasága 99% fölött van.

## Magnéziumkohászat
A magnézium a földkéreg nyolcadik leggyakoribb eleme, külső rétege 1,95% magnéziumot tartalmaz. A magnéziumnak nagy a kémiai affinitása, ezért csak vegyületek formájában lelhető fel. Legfontosabb ásványai a magnezit (MgCO3) 28,8% magnéziumtartalommal, a szerpentin (2MgO·2SiO2·H2O) 22,2%, a dolomit (CaCO3·MgCO3) 13,2%, a bischofit (MgCl2·6H2O) 12% és a karnallit (KCl·MgCl2·6H2O). Mivel egyes zárt tavak és a tenger magnéziumtartalma is jelentős, ezekből is állítanak elő magnéziumot (például Holt-tenger: 2,55% Mg, tengervíz: 0,14% Mg).
A magnézium kohósítása alapvetően kétféle eljárás szerint történik: elektrolízissel (ez a jelentősebb) és szilikotermikus módszerrel.

### Ércelőkészítés
Mindkét módszer első lépése a karbonátos ércek (magnezit, dolomit) oxiddá alakítása. Ezt égetéssel valósítják meg, aminek az alapreakciója a magnézium-karbonát termikus disszociációja:
MgCO3 = MgO + CO2.
A termikus bomlás már kisebb hőmérsékleteken is megindul, de csak 650 °C-on zajlik le kellő sebességgel, míg a teljes CO2-tartalom eltávolítása 1000 °C fölött valósul meg. Az égetési hőmérséklet megválasztása attól is függ, hogy melyik módszer számára állítják elő a magnézium-oxidot. Az olvadékelektrolízis számára 700–800 °C-on, míg a szilikotermikus eljárás számára 1200 °C fölött égetik a dolomitot. Az égetésre forgódobos vagy aknás kemencét használnak.

### Magnézium előállítása elektrolízissel
Az elektrolízist vizes oldatból nem lehet megvalósítani, mert a magnézium normál-elektródpotenciálja –2,37 V. Ezért – ugyanúgy, mint az alumínium esetén – olvadékelektrolízist kell alkalmazni. Mivel azonban a MgO nem oldódik jól fluoridolvadékokban, a magnézium-kloridból (MgCl2) kell kiindulni. Ehhez a magnézium-oxidból egy következő lépcsőben kloridot kell előállítani. A bischofit és a karnallit esetén – minthogy ezek kloridos ércek – csak a kötött víztartalmat kell eltávolítani. A magnézium-oxid klórozása az alábbi reverzibilis folyamat szerint megy végbe:
MgO + Cl2 = MgCl2 + 0,5O2.
Az eljárást aknás kemencére hasonlító zárt klórozó berendezésben végzik 650–700 °C-on, klórgáz atmoszférában. A felszabaduló oxigén megkötésére szenet használnak. A képződő magnézium-klorid folyékony halmazállapotú, amelyet az akna aljáról folyamatosan távolítanak el.
Az olvadékelektrolízist az alumínium-elektrolizáló kádhoz hasonló berendezésekben végzik. A legnagyobb különbség a berendezés zártságában, a bélés és az elektródák anyagában van. A kád bélése savanyú samott és alumínium-oxid, az anódok grafitból, a katódok acélból készülnek.
A tiszta magnézium-kloridnak viszonylag nagy az olvadáspontja és rossz az elektromos vezetése. Ezeket a kedvezőtlen tulajdonságokat más fémkloridok (Mg, K, Na, Ca, Ba, Li) adagolásával tudják befolyásolni. Az elektrolízis hőmérséklete mindig a magnézium olvadáspontja (650 °C) fölött van 30–70 °C-kal. A katódon a fémmagnézium válik le:
Mg2+ + 2e → Mg.
Az anódon lejátszódó fő elektrokémiai folyamat:
2Cl– – 2e → Cl2.
A kádban összegyűlt magnéziumot vákuumüsttel távolítják el, csakúgy, mint az elhasznált elektrolitot. A lecsapolt magnéziumot finomítják, ötvözik és leöntik.

### Magnézium előállítása szilikotermikus módszerrel
A módszer kiinduló anyaga a dolomitból égetett MgO. A szilikotermikus eljárás alapja az alábbi redukció:
2MgO + Si = 2Mg + SiO2.
A dolomit CaO-tartalma is „besegít” a folyamatba:
MgO + CaO +0,5Si = Mg + 0,5Ca2SiO4.
A redukciós folyamat kis nyomáson és nagy hőmérsékleten megy végbe. A gyakorlatban 130 Pa nyomást és 1500 °C hőmérséklete alkalmaznak. A magnézium kristályok formájában kondenzálódik az álló vagy forgódobos retortában. A berendezés jellegzetessége a csatlakoztatott vákuum-berendezés.

## Titánkohászat
A titán a földkéregben mintegy 0,6%-os arányban fordul elő. Nagy kémiai affinitása miatt csak vegyületeiben található meg. Ipari jelentőségű ércei a rutil (TiO2 60% titántartalommal) és az ilmenit (FeO·TiO2 31%).
A titán előállítását érceiből három lépésben végzik. Az érceket először fizikai módszerrel dúsítják (flotálással, elektrosztatikus szeparálással), azaz az értékes ásványokat elkülönítik a meddőtől. Ezt kémiai dúsítás követi, amelynek során piro- vagy hidrometallurgiai módszerekkel tiszta TiO2-ot vagy TiCl4-ot állítanak elő. Utolsó műveletként redukcióval vagy elektrolízissel nyerik ki a fém titánt.

### Titán-dioxid előállítása
- Lúgzással: A lúgzást tömény, 92%-os kénsavval végzik, amelynek során a következő kémiai reakció zajlik le:

TiO2 + H2SO4 = Ti(OH)2SO4.
A művelet után hidrolízissel TiO(OH)2-t, majd ebből kalcinálással állítják elő a TiO2-ot:
Ti(OH)2 = TiO2 + H2O.
- Pörköléssel és lúgzással: Az ilmenitkoncentrátumból redukáló pörköléssel FeO·TiO2-t állítanak elő, majd kénsavas, egy másik módszer szerint pedig sósavas lúgzással állítják elő a TiO2-ot.

### Titán-tetraklorid előállítása
A titán-tetrakloridot a TiO2-ot tartalmazó anyag klórozásával állítják elő. Az eljárás főbb lépcsői:
- Klórozás: Az eljárás alapja a TiO2 + 2Cl2 = TiCl4 + O2 reakció. A műveletet elektromos fűtésű aknás kemencében, újabban fluid reaktorban végzik 1000 °C körüli hőmérsékleten.
- Kondenzálás: A klórozó berendezésből távozó gázokból a titán-tetrakloridot többlépcsős berendezésben kondenzálják.
- Tisztítás: Frakcionált desztillálással végzik.

### Fém titán előállítása
A titán előállításának („szinítésének”) kiinduló anyaga általában a titán-tetraklorid, ritkábban titán-oxid. Az alkalmazott eljárások ezekhez igazodnak.
- Magneziotermikus redukcióval: A műveletet elektromos ellenállásfűtésű kemencében végzik, a reagens magnéziumot tömbök formájában helyezik el benne. Az eljárás során argon vagy hélium védőgázt használnak. A redukció kémiai egyenlete:

TiCl4 + 2Mg = Ti + 2MgCl2.
A kapott termék a titánszivacs, amelyet külön eljárással még tisztítanak.
- Titán-dioxid redukciójával: Az oxidos kiinduló anyagot kalciummal vagy kalcium-hidriddel redukálják, így porszerű titánt kapnak. A reakciók:

TiO2 + 2Ca = Ti + 2CaO.
TiO2 + 2CaH2 = Ti + 2CaO + 2H2.
- Elektrolízissel: A titán az alumíniumhoz és a magnéziumhoz hasonlóan csak olvadékból elektrolizálható. A titán-tetraklorid oldószereként többnyire alkálifémek (Na, K) fluoridjait használják. Az anód anyaga grafit, a katód acél vagy titán.